# Elaphropus obesulus
Elaphropus obesulus är en skalbaggsart som beskrevs av Leconte 1851. Elaphropus obesulus ingår i släktet Elaphropus och familjen jordlöpare. Inga underarter finns listade i Catalogue of Life.